# Hans-Joachim Herrmann (Biologe)
Hans-Joachim Herrmann, auch Hajo Herrmann (* 1958 in Gotha), ist ein deutscher Biologe, Zoologe, Herpetologe, Autor, Journalist und Chefredakteur.

## Leben und Wirken
Hans-Joachim Herrmann ist Sohn der Fachschulpädagogin Annelise Herrmann. Nach Studium, Forschungsstudium und Aspirantur an der Ernst-Moritz-Arndt-Universität Greifswald und am Severzov-Institut für Evolutionsmorphologie der Tiere (Akademie der Wissenschaften) in Moskau erwarb er 1983 das Diplom mit einem immunologischen Thema über Frösche. 1991 promovierte er mit einem Thema über Frosch-Systematik. Sein Fachgebiet, die Amphibien, prägen bis heute wesentlich seine Tätigkeit als Biologe und Autor.
Nach dem Studium arbeitete er im Zoologischen Garten Dresden. 1986 wurde er Direktor des Naturhistorischen Museums Schloss Bertholdsburg in Schleusingen, Südthüringen. Dort errichtete Herrmann das seinerzeit artenreichste Amphibien-Vivarium. 1992 wechselte er zu der Tetra GmbH und gab neben Fachbüchern und Kalendern die zweitälteste deutschsprachige Zeitschrift für Aquaristik und Terraristik heraus („TI-Magazin“, heute „Aquaristik-Fachmagazin“). Im Dezember 1997 gründete Herrmann die Tetra Verlag GmbH; seit 1999 ist er alleiniger Gesellschafter und Geschäftsführer. Er fungiert als Chefredakteur des „Aquaristik-Fachmagazins“.
Herrmann ist Autor oder Mitautor von mehr als 1000 wissenschaftlichen und vor allem populärwissenschaftlichen Einzelpublikationen; darunter mehr als 30 Bücher, einige in fünf Sprachen übersetzt. Seine Fachartikel erschienen auch in international führenden Zeitschriften, seine Bücher in bekannten Verlagen. Weiterhin illustrierte er Kalender, Postkarten, Poster und Kunstdrucke.
Herrmann trat auch als Moderator einer Talkshow, Fernsehsendungen sowie Hörfunksendungen auf. Darüber hinaus verfasste er Satire, Belletristik sowie Lyrik, die er zum Teil in eigenen Bühnenprogrammen verarbeitet.

## Schriften (Auswahl)
- Froschlurche im Terrarium. Urania Verlag, Leipzig/Jena/Berlin 1984 (mit Koautor Steffen Gerlach).
- Achtung Amphibien! NHM, Schleusingen 1988.
- Terraristisch-herpetologisches Fachwörterbuch. TGB, Berlin 1989 (Mitautor).
- Froschlurche im Terrarium. Urania Verlag, Leipzig/Jena/Berlin 1991.
- Ruder- und Riedfrösche. Tetra-Verlag, Melle 1993.
- Laubfrösche. Tetra-Verlag, Melle 1993.
- Amphibien im Aquarium. Ulmer Verlag, Stuttgart 1994.
- Das Terrarium für den Anfänger. Tetra-Verlag, Melle 1995.
- Das Taschenbuch der Terrarientiere. Tetra-Verlag, Melle 1996.
- Amphibien – Biologie, Haltung, Krankheiten, Bioindikation. Enke-Verlag, Stuttgart 1997 (mit Koautor Dietmar Jarofke).
- Mein erstes Terrarium. Tetra Verlag GmbH, Münster 1998.
- Mein Gartenteich. Tetra Verlag GmbH, Münster 1998.
- Zookarikaturologie Aquarienfische. Tetra Verlag GmbH, Bissendorf 2000.
- Wer weiß was über Laubfrösche? Tetra Verlag GmbH, Bissendorf 2000.
- Wer weiß was über Molche und Salamander? Tetra Verlag GmbH, Bissendorf 2000.
- Terrarienatlas. Band 1, Mergus Verlag, Melle 2001.
- Die Gartenteichpraxis. Tetra Verlag GmbH, Bissendorf 2001.
- Wer weiß was über Strumpfbandnattern. Tetra Verlag GmbH, Bissendorf 2002 (mit Koautor Frank Schneidewind).
- Terrarienatlas. Band 2, Mergus Verlag, Melle 2005.
- Terrarienpraxis für Anfänger. Tetra Verlag GmbH, Velten-Berlin 2005.
- Aquarienpraxis für Anfänger. Tetra Verlag GmbH, Velten-Berlin 2006 (mit Koautor Gerhard Ott).
- Molche und Salamander. Tetra Verlag GmbH, Velten-Berlin 2009.
- Mein Terrarium. Gräfe und Unzer Verlag, München 2010.
- Regenwaldterrarium. Gräfe und Unzer Verlag, München 2011.
- Das große GU Praxishandbuch Terrarium. Gräfe und Unzer Verlag, München 2013.

## TV-Sendungen (Auswahl)
- Amphibien im Schloss Bertholdsburg (Fernsehen der DDR)
- Du und Dein Haustier (Fernsehen der DDR)
- Teletipps für Tierfreunde (3sat)
- Aquaristik-Fachmagazin (Tier TV)
- Vom Tier zum Wir (Tier TV)

## Belege
- Interview mit Hans-Joachim Herrmann vom Juli 2008 (PDF; 1,23 MB)
- Kurz-Biografie (PDF; 100 kB)